# Kadish
El kadish (del arameo, קַדִּישׁ, cercano al hebreo Qadosh, ambos con el significado de "santificado") es uno de los rezos principales de la religión judía, cuyo texto está escrito casi por completo en arameo. El kadish es un panegírico a Dios, al que se le pide acelere la redención y la venida del Mesías. Es una plegaria que se reza solo en público, por lo cual es necesario un Minyán de diez varones judíos como mínimo, según el judaísmo ortodoxo. Los reformistas y conservadores (judaísmo masortí) también cuentan a las mujeres para elevar la oración.
El término "Kaddish" se utiliza a menudo para referirse específicamente al "Kaddish del doliente", dicho como parte de los rituales de duelo en el judaísmo en todos los servicios de oración, así como en los funerales (excepto en la tumba, ver Qaddish aḥar Haqqəvurah "Qaddish después del entierro " ) y memoriales; durante 11 meses hebreos después de la muerte de uno de los padres y durante 30 días después de la muerte de un cónyuge, hermano o hijo. Cuando se menciona "decir Kaddish", esto se refiere sin ambigüedad a los rituales de duelo. Los dolientes dicen Kadish para mostrar que a pesar de la pérdida, todavía alaban a Dios. 
Junto con el Shemá Israel y la Amidá, el Kadish es uno de los elementos más importantes y centrales de la liturgia judía. El Kadish no se puede recitar solo, junto con algunas oraciones, solo se puede recitar con un Minyán de diez varones judíos.

## Texto
El texto traducido es:
"Exaltado y santificado sea su gran nombre. En este mundo de Su creación que creó conforme a Su voluntad; llegue su reino pronto, germine la salvación y se aproxime la llegada del Mesías. En vuestra vida, y en vuestros días y en vida de toda la casa de Israel, pronto y en tiempo cercano. Y decid Amén.
Bendito sea Su gran Nombre para siempre, por toda la eternidad; sea bendito, elogiado, glorificado, exaltado, magnificado, enaltecido v alabado Su santísimo Nombre; por encima de todas las bendiciones, de los cánticos, de las alabanzas y consuelos que pueden expresarse en al mundo, y decid: Amén.
Que todas las oraciones y súplicas de todo Israel sean aceptadas por su fe en aquel que está en el cielo y decid: Amén.
Por Israel, y por nuestros maestros y sus alumnos, y por todos los alumnos de los alumnos, que se ocupan de la sagrada Torá, tanto en esta tierra como en cada nación y nación. Recibamos nosotros y todos ellos gracia, bondad y misericordia del Amo del cielo y de la tierra, y decid: Amén
Descienda del Cielo una paz grande, vida, abundancia, salvación, consuelo, liberación, salud, redención, perdón, expiación, amplitud y libertad, para nosotros y para todo Su pueblo Israel, y decid: Amén.
El que establece la armonía en Sus alturas, nos dé con sus piedades paz a nosotros y a todo el pueblo de Israel [y todos los que viven en la tierra] y decid: Amén.
En el mundo que será renovado y donde él hará volver a los muertos a la vida y levantarse para la vida eterna y reconstruirá la ciudad de Jerusalén y completará Su Templo Aquí y reunirá a los forasteros que lo adoran desde la tierra y restaure la adoración celestial a su posición y que el Santo bendito sea, reine con su soberano esplendor."
En fonética es:
Itgadál Veitkádash Shemé Rabá. Be ’almá Divrá Kirhuté. Veiamlij Maljuté, Veazmaj Purkané Vikareb Meshijé. Bejaiejón Ubiomjón Ubjaié Dejol Bet Israel. Baagalá Ubizmán Karib. Veimrú Amén.
Yehe Shemé Rabá Mebaraj Lealam Lalmé Almaiá.Itbaraj Veishtabaj Veitpaar Veitromam Veitnasé Veithadar Veithalé Veithalal Shemé Dekudshá Berij Hu. (Amén).Leelá Min Kol Birjatá Shiratá Tishbejatá Venejamatá Daamirán Bealmá. Veimrú Amén.
Titqabbál Tzelotehón Uvai'utehón D'khól Bet Israel Qodám Avuhón Di Bishmayá, V'imru Amén.
Al Israel, Veal Rabanán, Veal Talmideón, Veal Kol Talmidé Talmideón, Deaskín Beoraitá Kadishtá. Di Beatrá Adén Vedí Bejol Atar Veatar. Iehé Lana Ulhón Uljón Jiná Vejisdá Verajamé. Min Kodam Maré Shemaiá Veará Veimrú Amén.
Yehé Shelamá Rabá Min Shemaiá, Jaim Vesabá Vishuá Venejamá Veshezabá Urfuá Ughulá Uslijá Vejapará. Verevaj Veazalá Lanu Uljol Amó Israel. Veimrú Amén (Amén).
Osé Shalom Bimromav Hu (Verajamav) Ya'asé Shalom Aleniu Veal Kol (Amó) Israel. Veimrú Amén.
Be 'al'ma D'hu 'atid L'ithaddata, Ul'a'aya Metaya, Ul'assaqa Yathon L'ayye al'ma, Ul'mivne Qarta Dirush'lem, Uleshakhlala Hekhlehh B'gavvah, Ulme'qar Pul'ana Nukhra'a M'ar'a, V'la'atava Pul'ana Dishmayya L'atreh, V'yamlikh Qudsha B'rikh Hu, B'malkhuteh Viqareh.

## Antecedentes
"El Kaddish es en origen una doxología de cierre a un discurso de la Agadá ". La mayor parte está escrita en arameo, que, en el momento de su composición original, era la lengua franca del pueblo judío. Sin embargo, no está compuesto en arameo vernáculo, sino en un "arameo de jerga literaria" que se usaba en las academias, y es idéntico al dialecto del Targum. 
El profesor Yoel Elitzur, sin embargo, sostiene que el Kadish se escribió originalmente en hebreo y luego se tradujo al arameo para que las masas lo entendieran mejor. Señala que las citas del Kadish en el Talmud y Sifrei están en hebreo, y que incluso hoy algunas de las palabras son hebreas en lugar de arameas.
La versión más antigua del Kadish;se encuentra en el Sidur de Rab Amram Gaon, c. 900. "La primera mención de los dolientes que dicen Kadish al final del servicio se encuentra en una escritura halájica del siglo XIII llamada Or Zarua. El Kadish al final del servicio se designó como Kadish Yatom o Kadish del doliente (literalmente: "Kadish del huérfano").

## Variantes
Las diversas versiones del Kaddish son:
- Jatzi Kaddish (חצי קדיש 'Half Kaddish') o Qaddish Lʿela (קדיש לעלא), a veces llamado el Kadish del lector
- Kaddish Yatom ( Qaddish Yehe Shlama Rabba ) - literalmente 'Kaddish del huérfano', aunque comúnmente se lo conoce como Qaddish Avelim, el 'Kaddish del doliente'
- Kaddish Shalem (קדיש שלם) o Qaddish Titkabbal (קדיש תתקבל) - literalmente "Kadish completo" o "Kadish completo"
- Kaddish de Rabbanan (Kaddish de los rabinos 'Kaddish de los rabinos') o Qaddish ʿal Yisraʾel (Kaddish de Israel)
- Kaddish aḥar Haqqvura (קדיש אחר הקבורה) - literalmente 'Kaddish después de un entierro', también llamado Kaddish d'Ithadata (קדיש דאתחדתא) después de una de las primeras palabras distintivas en esta variante
- Kaddish aḥar Hashlamat Masechet (קדיש אחר השלמת מסכת) - literalmente, 'Kaddish después de completar un tratado', es decir, en un siyum (en la práctica El término "Kaddish" se utiliza a menudo para referirse específicamente al "Kaddish del doliente", dicho como parte de los rituales de duelo en el judaísmo en todos los servicios de oración, así como en los funerales (excepto en la tumba, ver Qaddish aḥar Haqqəvurah Sefardi , igual que Qaddish de Rabbanan ), también llamado Qaddish haGadol (קדיש הגדול ' '), ya que es el Kadish más largo

Todas las versiones del Kaddish comienzan con el Hatzi Kaddish (hay algunos pasajes adicionales en el Kadish después de un entierro o un siyum). Las versiones más largas contienen párrafos adicionales y, a menudo, reciben el nombre de palabras distintivas en esos párrafos.
Históricamente existió otro tipo de Kaddish, llamado Qaddish Yahid ("Kaddish del individuo"). Esto está incluido en el Sidur de Amram Gaon , pero es una meditación que toma el lugar del Kadish en lugar de un Kadish en el sentido normal. No se recita en los tiempos modernos.

## Análisis
Las palabras iniciales de Kadish están inspiradas en el pasaje bíblico de Ezequiel capítulo 38, versículo 23  el cual habla de la grandeza de Dios ante los ojos de todas las naciones.
La línea central del Kadish es la respuesta de la congregación: יְהֵא שְׁמֵהּ רַבָּא מְבָרַךְ לְעָלַם וּלְעָלְמֵי עָלְמַיָּא (Yǝhē šmēh rabba mǝvārakh lǝ'ālam u-l'almē'ālmayyā, "Que Su gran nombre sea bendito por los siglos, y para toda la eternidad" ), una declaración pública de la grandeza y la eternidad de Dios. Esta respuesta es similar a la redacción de Daniel 2:20 . También es paralelo al hebreo " ברוך שם כבוד מלכותו לעולם ועד " (comúnmente recitado después del primer verso del Shemá ); Las versiones arameas de יה שמה רבה y ברוך שם כבוד aparecen en las diversas versiones del Targum Pseudo-Jonatán hasta Génesis 49: 2 y Deuteronomio 6: 4.
Los dolientes, los rabinos y el Kadish completo terminan con una súplica por la paz ("Oseh Shalom ..."), que está en hebreo y es algo similar al Tanaj Job 25: 2 .
Kaddish no contiene el nombre de Dios. Se dice que esto se debe a que Kadish tiene 26 palabras, lo que equivale a la gematria del mismo nombre del Señor (יהוה), y el texto de Kadish demuestra que desde el principio con las palabras "Que Su gran nombre sea exaltado y santificado" .

## Costumbres hebreas
Es costumbre el canto del kadish para los servicios en días especiales. 
Hay diferentes melodías en diferentes tradiciones judías, y dentro de cada tradición la melodía puede cambiar según la versión, el día en que se dice e incluso la posición en el servicio. Muchos dolientes recitan el Kadish lenta y contemplativamente.
En las sinagogas sefardíes, toda la congregación se sienta para el Kadish, excepto:
- durante el Kadish inmediatamente antes de la Amidah, donde todos están de pie;
- durante el Kadish del doliente, donde los que lo recitan se paran y todos los demás se sientan.

En las sinagogas asquenazíes, la costumbre varía. Muy comúnmente, tanto en las congregaciones ortodoxas como en las reformistas , todo el mundo defiende el kadish del doliente; pero en algunas sinagogas (especialmente muchas conservadoras y jasídicas), la mayoría de los feligreses se sientan. A veces, se hace una distinción entre las diferentes formas de Kadish, o cada congregante se pone de pie o se sienta según su propia costumbre. El Kaddish del Mourner a menudo se trata de manera diferente a las otras variaciones del Kaddish en el servicio, al igual que el Half Kaddish antes del maftir.
Los que están de pie para recitar Kadish se inclinan, según la tradición extendida, en varios lugares. Generalmente: En la primera palabra de la oración, en cada Amén, en Yitbarakh, en Brikh hu y para el último verso (Oseh shalom). Para Oseh shalom es costumbre dar tres pasos atrás (si es posible), luego inclinarse hacia la izquierda, luego hacia la derecha y finalmente inclinarse hacia adelante, como si se despidiera de la presencia de un rey, de la misma manera que cuando las mismas palabras se utilizan como la línea final de la Amidá.